# 霍恩 (奧地利)
霍恩（德語：Horn，德語發音：[hɔʁn] ⓘ）是奧地利下奧地利州的市镇，位於該國東北部，面積39.23平方公里，海拔高度311米，該地區自冰河時期有人類居住，2012年人口6,548。